# Charmes-Saint-Valbert
Charmes-Saint-Valbert – miejscowość i gmina we Francji, w regionie Burgundia-Franche-Comté, w departamencie Górna Saona. Nazwa miejscowości pochodzi od imienia św. Walberta.
Według danych na rok 1990 gminę zamieszkiwało 49 osób, a gęstość zaludnienia wynosiła 10 osób/km² (wśród 1786 gmin Franche-Comté Charmes-Saint-Valbert plasuje się na 694. miejscu pod względem liczby ludności, natomiast pod względem powierzchni na miejscu 811.).